# Grève des mineurs à Marikana
| \| Marikana en Afrique du Sud · Marikana \| Marikana en Afrique du Sud |
| Marikana en Afrique du Sud · Marikana                                  |

La grève des mineurs à Marikana désigne une grève sauvage survenue en août 2012 près d’une mine de platine, propriété de Lonmin, dans la région de Marikana, près de Rustenburg, en Afrique du Sud.
Le 16 août 2012, trente-quatre ouvriers sont tués par la police. Ces agissements sont décrits sous le terme de « massacre » par l’ensemble des médias internationaux et comparés aux événements qui se sont déroulés à Sharpeville en 1960,.
La chef de la police sud-africaine Riah Phiyega a assuré lors d’une conférence de presse que les policiers impliqués avaient agi en état de légitime défense face à une émeute armée et agressive. « Les policiers ont dû faire usage de la force pour se défendre contre le groupe qui les chargeait ».
Mais par la suite, une commission d'enquête a accusé la police d'avoir menti sur les circonstances du massacre.

## Prémices
Le 10 août 2012, 3 000 des 28 000 mineurs, qui sont payés en moyenne 4 000 rands (environ 400 euros) par mois, manifestent en réclamant 12 500 rands (environ 1 250 euros), soit plus de trois fois leur salaire actuel.
Des affrontements entre partisans de deux syndicats, le National Union of Mineworkers (NUM) et l’Association of Mineworkers and Construction Union (AMCU), avaient fait dix morts en quelques jours. Le tout premier incident a lieu le 11 août, lorsque les grévistes se dirigent vers les locaux de la NUM, pour demander au syndicat d'intervenir auprès de la direction de l'usine. Malgré des circonstances un peu floues, il semble que l'un des membres du syndicat présent dans le bureau ait pris peur devant les grévistes armés de bâtons, de couteaux, de machettes et de lances, et ait ouvert le feu, faisant deux blessés graves— initialement annoncés comme morts.

## Fusillade du 16 août
Le 16 août 2012, les mineurs en grève se dirigent à Nkaneng Hill armés de lances, de machettes et de bâtons. Un groupe important de femmes, épouses des mineurs et non employées à la mine, dont certaines étaient armées de knobkierries, se joint à eux. La société Lonmin avait imposé un ultimatum aux mineurs leur donnant l’ordre de reprendre le travail sous peine de licenciement. Les mineurs grévistes ont rejeté cet ultimatum et refusé de se disperser,.
Plus tard dans l’après-midi, la police ouvre le feu sans sommation sur un groupe de grévistes. Les rapports officiels montrent que trente quatre mineurs ont été tués et soixante dix huit d’entre eux ont été blessés.
Les services de police sud-africains ont expliqué que les manifestants refusaient de déposer leurs armes et qu’ils ont attaqué les policiers à l’aide de toutes sortes d’armes y compris des armes à feu volées à deux policiers qu’ils avaient tués une semaine avant,.
Le Congress of South African Trade Unions (COSATU), fédération sud-africaine des syndicats à laquelle les grévistes sont opposés, a confirmé le rapport de police disant avoir d’abord fait usage de gaz lacrymogène et de canons à eau contre les mineurs, lesquels ont riposté en faisant usage de balles réelles. Cependant des journalistes présents sur place ont affirmé que les grévistes n’avaient pas tiré en premier. Les femmes des grévistes et l’AMCU ont vigoureusement contesté l’affirmation de la police selon laquelle les grévistes avaient tiré en premier.
Le lendemain, 17 août 2012, la police locale a communiqué le bilan de la journée du 16 août, soit trente-quatre morts, soixante-dix-huit blessés et deux cent cinquante-neuf arrestations.
Le 19 septembre 2013, la police sud-africaine a été accusée par la commission d’enquête chargée de faire la lumière sur les circonstances du massacre de Marikana d’avoir menti sur ces circonstances.

## Réactions
L’AMCU ( Association of Mineworkers and Construction Union) a blâmé le syndicat rival, la NUM (National Union of Mineworkers) et la police et par ailleurs insisté sur le fait que contrairement à des rumeurs, le syndicat n’est pas affilié à un parti politique. Une enquête interne à la police est ouverte et le président sud-africain Jacob Zuma a annoncé la mise sur pied d’une commission d'enquête plus large sur la fusillade de Marikana. Selon le New York Times, Frans Baleni, secrétaire général de l’Union nationale des mineurs, a défendu l’action de la police sur les ondes de la station radio Kaya FM disant : « La police était patiente, mais ces gens étaient extrêmement armés avec des armes dangereuses ». Le Parti communiste sud-africain soutient le Congrès national africain (ANC) et le COSATU auquel NUM est affilié ont demandé que les leaders de AMCU soient arrêtés pour avoir manipulé les mineurs.
Le président de Lonmin, Roger Phillimore, a rejeté la responsabilité de ces affrontements meurtriers sur les forces de l’ordre en déclarant que « la police sud-africaine était chargée de l’ordre et de la sécurité sur le terrain depuis le début des violences entre syndicats rivaux ce week-end. » La police des polices sud-africaine a envoyé sur place une délégation d’experts le samedi 18 août 2012 afin d’enquêter sur les circonstances de la fusillade et de déterminer les responsabilités.
Le 19 août, Lonmin menace de licencier les grévistes qui ne reprendraient pas le travail le 20 août au matin, mais la majorité des mineurs a rejeté cet ultimatum et entend poursuivre le mouvement.
Le président Jacob Zuma annonce une semaine de deuil national en mémoire des quarante quatre personnes tuées en l’espace de huit jours à la mine de Marikana, dont les trente-quatre grévistes abattus par la police. Zuma annonce à cette occasion la nomination d’une commission interministérielle chargée d’enquêter sur la tragédie, présidée par le ministre auprès de la Présidence, Collins Chabane.

### Réponses aux tueries
Le lendemain du massacre, un groupe de femmes de mineurs a manifesté et chanté des slogans et des chants de lutte contre l'apartheid. Elles ont démenti que les mineurs avaient tiré les premiers et insisté sur le fait que la grève concernait les salaires. Elles exigeaient que les policiers responsables des tirs soient exécutés. Une manifestation a eu lieu au Cap près du Parlement le lendemain du massacre.
À Auckland, en Nouvelle-Zélande, des manifestants ont attaqué l’ambassade d’Afrique du Sud avec des bombes de peinture.

### Réactions de la justice sud-africaine
Les blessés sont en état d’arrestation, tandis qu’un tribunal de la banlieue de Pretoria, inculpe de meurtre les 270 personnes interpellées après la fusillade. Le parquet annonce finalement le 2 septembre que cette inculpation controversée est provisoirement suspendue.
Le 6 septembre, la justice sud-africaine remet en liberté tous les mineurs qui avaient été arrêtés le 16 août. Le juge Esau Bodigelo annonce aux mineurs que « Les poursuites contre vous pour meurtre et tentative de meurtre ont été retirées », mais ils restent poursuivis pour violence publique et rassemblement interdit.

### Réactions dans le milieu minier
Le 10 septembre 2012, 15 000 mineurs sud-africains ont à nouveau débrayé dans une mine d'or exploitée à plus de 3 000 mètres de profondeur par le groupe Gold Fields dans la banlieue de Johannesburg dans un climat social toujours tendu par le bras de fer qui se poursuit à la mine de Marikana.
Le 12 septembre, la tension persiste sur le front social, où des mineurs du géant Anglo American Platinum (Amplats) ont commencé à bloquer les routes de la « ceinture de platine » autour de Rustenburg (nord), alors que Julius Malema veut s’adresser à l’armée.

## Fin de la grève
Le 5 septembre 2012, plus de 3 000 mineurs en grève manifestent devant la mine de Marikana. Ils ont rejoint le site après une marche de plusieurs kilomètres alors que des négociations devaient reprendre à la mi-journée à Rustenburg.
Le 6 septembre 2012, les représentants des grévistes non syndiqués et l'AMCU à l'origine du conflit meurtrier de Marikana ont refusé de s'associer à un accord direction-syndicats majoritaires prévoyant la reprise du travail dans la mine sud-africaine. La grève prend fin le 18 septembre, après un accord de hausse de 22 % des salaires, dans un fort climat de tension entre les deux principaux syndicats, la NUM et l'ACMU, la première reprochant à la seconde d'avoir fait à ses membres des promesses irréalistes.

## Monument
Un mémorial de 34 croix a été érigé à la colline de Marikana  en souvenir des victimes

## Documentaires
- The Marikana Massacre: Through The Lens, eNCA, (2013).
- Miners Shot Down de Rehad Desai, (2014).
- Night is Coming: A Threnody for the Victims of Marikana de Aryan Kaganof, (2014).